# Copa Argentina 2025
La Copa Argentina 2025, llamada oficialmente Copa Argentina «AXION Energy» 2025, es la decimoquinta edición de la competición, organizada por la Asociación del Fútbol Argentino, y la decimotercera de su nueva etapa.
La competencia cuenta, en su fase final, con la participación de sesenta y cuatro equipos: los veintiocho que disputaron la Liga Profesional 2024; los quince mejor ubicados en ambas zonas de la Primera Nacional 2024; el campeón y los mejores cinco de la tabla general de posiciones de la Primera B 2024; los cinco mejor ubicados de cada zona de la segunda fase del Torneo Federal A 2024 y el campeón y los mejores cuatro de la tabla general de posiciones de la Primera C 2024.
El sorteo se realizó en el predio de la AFA, ubicado en la localidad de Ezeiza, el 20 de diciembre de 2024.

## Equipos participantes
Nota: En negrita, los equipos que siguen en competencia

### Primera División
| Argentinos Juniors | Atlético Tucumán  | Banfield                | Barracas Central   |
| Belgrano           | Boca Juniors      | Central Córdoba (SdE)   | Defensa y Justicia |
| Deportivo Riestra  | Estudiantes (LP)  | Gimnasia y Esgrima (LP) | Godoy Cruz         |
| Huracán            | Independiente     | Independiente Rivadavia | Instituto          |
| Lanús              | Newell's Old Boys | Platense                | Racing Club        |
| River Plate        | Rosario Central   | San Lorenzo             | Sarmiento (J)      |
| Talleres (C)       | Tigre             | Unión (SF)              | Vélez Sarsfield    |

### Segunda división

#### Primera Nacional
| Aldosivi            | All Boys         | Colón                  | Defensores de Belgrano |
| Deportivo Madryn    | Estudiantes (BA) | Gimnasia y Esgrima (J) | Gimnasia y Esgrima (M) |
| Gimnasia y Tiro (S) | Nueva Chicago    | Quilmes                | Racing (C)             |
| San Martín (SJ)     | San Martín (T)   | San Telmo              | Los Andes              |

### Tercera división

#### Primera B
| Argentino de Quilmes | Colegiales | Deportivo Armenio | Excursionistas |
| Ferrocarril Midland  |            |                   |                |

#### Torneo Federal A
| Argentino (MM)       | Central Norte (S) | Ciudad de Bolívar | Kimberley         |
| Ramón Santamarina    | San Martín (F)    | Sarmiento (LB)    | Sportivo Belgrano |
| Sportivo Las Parejas | Villa Mitre       |                   |                   |

### Cuarta división

#### Primera C
| Berazategui | Central Córdoba (R) | Deportivo Español | General Lamadrid |
| Real Pilar  |                     |                   |                  |

### Distribución geográfica de los equipos
| Región                           | Equipos |
| -------------------------------- | ------- |
| Provincia de Buenos Aires        | 25      |
| Ciudad de Buenos Aires           | 14      |
| Provincia de Córdoba             | 6       |
| Provincia de Santa Fe            | 6       |
| Provincia de Mendoza             | 3       |
| Provincia de Salta               | 2       |
| Provincia de Santiago del Estero | 2       |
| Provincia de Tucumán             | 2       |
| Provincia del Chubut             | 1       |
| Provincia de Formosa             | 1       |
| Provincia de Jujuy               | 1       |
| Provincia de San Juan            | 1       |
| Total                            | 64      |

## Sedes
Los siguientes estadios forman parte de las sedes en las que se disputan los partidos. 
|                                                           |                                                                       |                                                                |                                                                       |
|                                                           |                                                                       |                                                                |                                                                       |
| 15 de Abril Ciudad: Santa Fe Capacidad: 26 500            | Brigadier General Estanislao López Ciudad: Santa Fe Capacidad: 37 000 | Centenario Ciudad de Quilmes Ciudad: Quilmes Capacidad: 30 200 | Ciudad de Caseros Ciudad: Caseros Capacidad: 16 000                   |
|                                                           |                                                                       |                                                                |                                                                       |
| Ciudad de Vicente López Ciudad: Florida Capacidad: 32 300 | Ciudad de Lanús Ciudad: Lanús Capacidad: 46 619                       | Ernesto Martearena Ciudad: Salta Capacidad: 20 408             | Gigante de Arroyito Ciudad: Rosario Capacidad: 46 955                 |
|                                                           |                                                                       |                                                                |                                                                       |
| Juan Gilberto Funes Ciudad: San Luis Capacidad: 15 062    | Julio César Villagra Ciudad: Córdoba Capacidad: 30 000                | Julio Humberto Grondona Ciudad: Sarandí Capacidad: 18 500      | Malvinas Argentinas Ciudad: Mendoza Capacidad: 42 000                 |
|                                                           |                                                                       |                                                                |                                                                       |
| Marcelo Bielsa Ciudad: Rosario Capacidad: 38 095          | Norberto Tomaghello Ciudad: Gobernador Costa Capacidad: 20 000        | Nuevo Monumental Ciudad: Rafaela Capacidad: 20 000             | Nuevo Francisco Urbano Ciudad: Castelar Capacidad: 32 000             |
|                                                           |                                                                       |                                                                |                                                                       |
| Pedro Bidegain Ciudad: Buenos Aires Capacidad: 45 000     | Único de San Nicolás Ciudad: San Nicolás Capacidad: 23 000            | Único La Pedrera Ciudad: San Luis Capacidad: 28 000            | Único Madre de Ciudades Ciudad: Santiago del Estero Capacidad: 30 000 |

## Fase final

### Cuadro de desarrollo
|  | Treintaidosavos de final                       | Treintaidosavos de final                | Treintaidosavos de final |                |                                         | Dieciseisavos de final | Dieciseisavos de final | Dieciseisavos de final |  |                                         | Octavos de final        | Octavos de final | Octavos de final |  |                                         | Cuartos de final   | Cuartos de final | Cuartos de final |  |  | Semifinales | Semifinales | Semifinales |  |  | Final | Final | Final |
|  |                                                |                                         |                          |                |                                         |                        |                        |                        |  |                                         |                         |                  |                  |  |                                         |                    |                  |                  |  |  |             |             |             |  |  |       |       |       |
|  | Bandera de la Ciudad de Buenos Aires           | San Lorenzo                             | 0 (6)                    |                |                                         |                        |                        |                        |  |                                         |                         |                  |                  |  |                                         |                    |                  |                  |  |  |             |             |             |  |  |       |       |       |
|  | Bandera de la Provincia de Santa Fe            | Sportivo Las Parejas                    | 0 (5)                    |                |                                         |                        |                        |                        |  |                                         |                         |                  |                  |  |                                         |                    |                  |                  |  |  |             |             |             |  |  |       |       |       |
|  | Bandera de la Provincia de Santa Fe            | Sportivo Las Parejas                    | 0 (5)                    |                | Bandera de la Ciudad de Buenos Aires    | San Lorenzo            | 0 (4)                  |                        |  |                                         |                         |                  |                  |  |                                         |                    |                  |                  |  |  |             |             |             |  |  |       |       |       |
|  |                                                |                                         |                          |                | Bandera de la Ciudad de Buenos Aires    | San Lorenzo            | 0 (4)                  |                        |  |                                         |                         |                  |                  |  |                                         |                    |                  |                  |  |  |             |             |             |  |  |       |       |       |
|  |                                                | Bandera de la Provincia de Buenos Aires | Quilmes                  | 0 (3)          |                                         |                        |                        |                        |  |                                         |                         |                  |                  |  |                                         |                    |                  |                  |  |  |             |             |             |  |  |       |       |       |
|  | Bandera de la Provincia de Santiago del Estero | Bandera de la Provincia de Buenos Aires | Quilmes                  | 0 (3)          | Central Córdoba (SdE)                   | 0                      |                        |                        |  |                                         |                         |                  |                  |  |                                         |                    |                  |                  |  |  |             |             |             |  |  |       |       |       |
|  | Bandera de la Provincia de Santiago del Estero |                                         |                          |                | Central Córdoba (SdE)                   | 0                      |                        |                        |  |                                         |                         |                  |                  |  |                                         |                    |                  |                  |  |  |             |             |             |  |  |       |       |       |
|  | Bandera de la Provincia de Buenos Aires        | Quilmes                                 | 1                        |                |                                         |                        |                        |                        |  |                                         |                         |                  |                  |  |                                         |                    |                  |                  |  |  |             |             |             |  |  |       |       |       |
|  | Bandera de la Provincia de Buenos Aires        | Quilmes                                 | 1                        |                |                                         |                        |                        |                        |  | Bandera de la Ciudad de Buenos Aires    | San Lorenzo             | 0                |                  |  |                                         |                    |                  |                  |  |  |             |             |             |  |  |       |       |       |
|  |                                                |                                         |                          |                |                                         |                        |                        |                        |  | Bandera de la Ciudad de Buenos Aires    | San Lorenzo             | 0                |                  |  |                                         |                    |                  |                  |  |  |             |             |             |  |  |       |       |       |
|  |                                                | Bandera de la Provincia de Buenos Aires | Tigre                    | 1              |                                         |                        |                        |                        |  |                                         |                         |                  |                  |  |                                         |                    |                  |                  |  |  |             |             |             |  |  |       |       |       |
|  | Bandera de la Provincia de Buenos Aires        | Bandera de la Provincia de Buenos Aires | Tigre                    | 1              | Tigre                                   | 3                      |                        |                        |  |                                         |                         |                  |                  |  |                                         |                    |                  |                  |  |  |             |             |             |  |  |       |       |       |
|  | Bandera de la Provincia de Buenos Aires        |                                         |                          |                | Tigre                                   | 3                      |                        |                        |  |                                         |                         |                  |                  |  |                                         |                    |                  |                  |  |  |             |             |             |  |  |       |       |       |
|  | Bandera de la Provincia de Buenos Aires        | Berazategui                             | 0                        |                |                                         |                        |                        |                        |  |                                         |                         |                  |                  |  |                                         |                    |                  |                  |  |  |             |             |             |  |  |       |       |       |
|  | Bandera de la Provincia de Buenos Aires        | Berazategui                             | 0                        |                | Bandera de la Provincia de Buenos Aires | Tigre                  | 2                      |                        |  |                                         |                         |                  |                  |  |                                         |                    |                  |                  |  |  |             |             |             |  |  |       |       |       |
|  |                                                |                                         |                          |                | Bandera de la Provincia de Buenos Aires | Tigre                  | 2                      |                        |  |                                         |                         |                  |                  |  |                                         |                    |                  |                  |  |  |             |             |             |  |  |       |       |       |
|  |                                                | Bandera de la Provincia de Buenos Aires | Banfield                 | 0              |                                         |                        |                        |                        |  |                                         |                         |                  |                  |  |                                         |                    |                  |                  |  |  |             |             |             |  |  |       |       |       |
|  | Bandera de la Provincia de Buenos Aires        | Bandera de la Provincia de Buenos Aires | Banfield                 | 0              | Banfield                                | 1                      |                        |                        |  |                                         |                         |                  |                  |  |                                         |                    |                  |                  |  |  |             |             |             |  |  |       |       |       |
|  | Bandera de la Provincia de Buenos Aires        |                                         |                          |                | Banfield                                | 1                      |                        |                        |  |                                         |                         |                  |                  |  |                                         |                    |                  |                  |  |  |             |             |             |  |  |       |       |       |
|  | Bandera de la Provincia de Buenos Aires        | Villa Mitre                             | 0                        |                |                                         |                        |                        |                        |  |                                         |                         |                  |                  |  |                                         |                    |                  |                  |  |  |             |             |             |  |  |       |       |       |
|  | Bandera de la Provincia de Buenos Aires        | Villa Mitre                             | 0                        |                |                                         |                        |                        |                        |  |                                         |                         |                  |                  |  | Bandera de la Provincia de Buenos Aires | Tigre              |                  |                  |  |  |             |             |             |  |  |       |       |       |
|  |                                                |                                         |                          |                |                                         |                        |                        |                        |  |                                         |                         |                  |                  |  | Bandera de la Provincia de Buenos Aires | Tigre              |                  |                  |  |  |             |             |             |  |  |       |       |       |
|  |                                                | Bandera de la Provincia de Mendoza      | Independiente Rivadavia  |                |                                         |                        |                        |                        |  |                                         |                         |                  |                  |  |                                         |                    |                  |                  |  |  |             |             |             |  |  |       |       |       |
|  | Bandera de la Provincia de Buenos Aires        | Bandera de la Provincia de Mendoza      | Independiente Rivadavia  | Platense       | 2                                       |                        |                        |                        |  |                                         |                         |                  |                  |  |                                         |                    |                  |                  |  |  |             |             |             |  |  |       |       |       |
|  | Bandera de la Provincia de Buenos Aires        |                                         |                          | Platense       | 2                                       |                        |                        |                        |  |                                         |                         |                  |                  |  |                                         |                    |                  |                  |  |  |             |             |             |  |  |       |       |       |
|  | Bandera de la Provincia de Buenos Aires        | Argentino de Quilmes                    | 0                        |                |                                         |                        |                        |                        |  |                                         |                         |                  |                  |  |                                         |                    |                  |                  |  |  |             |             |             |  |  |       |       |       |
|  | Bandera de la Provincia de Buenos Aires        | Argentino de Quilmes                    | 0                        |                | Bandera de la Provincia de Buenos Aires | Platense               | 2 (1)                  |                        |  |                                         |                         |                  |                  |  |                                         |                    |                  |                  |  |  |             |             |             |  |  |       |       |       |
|  |                                                |                                         |                          |                | Bandera de la Provincia de Buenos Aires | Platense               | 2 (1)                  |                        |  |                                         |                         |                  |                  |  |                                         |                    |                  |                  |  |  |             |             |             |  |  |       |       |       |
|  |                                                | Bandera de la Provincia de Mendoza      | Independiente Rivadavia  | 2 (3)          |                                         |                        |                        |                        |  |                                         |                         |                  |                  |  |                                         |                    |                  |                  |  |  |             |             |             |  |  |       |       |       |
|  | Bandera de la Provincia de Mendoza             | Bandera de la Provincia de Mendoza      | Independiente Rivadavia  | 2 (3)          | Independiente Rivadavia                 | 1                      |                        |                        |  |                                         |                         |                  |                  |  |                                         |                    |                  |                  |  |  |             |             |             |  |  |       |       |       |
|  | Bandera de la Provincia de Mendoza             |                                         |                          |                | Independiente Rivadavia                 | 1                      |                        |                        |  |                                         |                         |                  |                  |  |                                         |                    |                  |                  |  |  |             |             |             |  |  |       |       |       |
|  | Bandera de la Provincia de Buenos Aires        | Estudiantes (BA)                        | 0                        |                |                                         |                        |                        |                        |  |                                         |                         |                  |                  |  |                                         |                    |                  |                  |  |  |             |             |             |  |  |       |       |       |
|  | Bandera de la Provincia de Buenos Aires        | Estudiantes (BA)                        | 0                        |                |                                         |                        |                        |                        |  | Bandera de la Provincia de Mendoza      | Independiente Rivadavia | 2                |                  |  |                                         |                    |                  |                  |  |  |             |             |             |  |  |       |       |       |
|  |                                                |                                         |                          |                |                                         |                        |                        |                        |  | Bandera de la Provincia de Mendoza      | Independiente Rivadavia | 2                |                  |  |                                         |                    |                  |                  |  |  |             |             |             |  |  |       |       |       |
|  |                                                | Bandera de la Provincia de Santa Fe     | Central Córdoba (R)      | 1              |                                         |                        |                        |                        |  |                                         |                         |                  |                  |  |                                         |                    |                  |                  |  |  |             |             |             |  |  |       |       |       |
|  | Bandera de la Provincia de Buenos Aires        | Bandera de la Provincia de Santa Fe     | Central Córdoba (R)      | 1              | Sarmiento (J)                           | 0                      |                        |                        |  |                                         |                         |                  |                  |  |                                         |                    |                  |                  |  |  |             |             |             |  |  |       |       |       |
|  | Bandera de la Provincia de Buenos Aires        |                                         |                          |                | Sarmiento (J)                           | 0                      |                        |                        |  |                                         |                         |                  |                  |  |                                         |                    |                  |                  |  |  |             |             |             |  |  |       |       |       |
|  | Bandera de la Provincia de Santa Fe            | Central Córdoba (R)                     | 1                        |                |                                         |                        |                        |                        |  |                                         |                         |                  |                  |  |                                         |                    |                  |                  |  |  |             |             |             |  |  |       |       |       |
|  | Bandera de la Provincia de Santa Fe            | Central Córdoba (R)                     | 1                        |                | Bandera de la Provincia de Santa Fe     | Central Córdoba (R)    | 1 (5)                  |                        |  |                                         |                         |                  |                  |  |                                         |                    |                  |                  |  |  |             |             |             |  |  |       |       |       |
|  |                                                |                                         |                          |                | Bandera de la Provincia de Santa Fe     | Central Córdoba (R)    | 1 (5)                  |                        |  |                                         |                         |                  |                  |  |                                         |                    |                  |                  |  |  |             |             |             |  |  |       |       |       |
|  |                                                | Bandera de la Provincia de Buenos Aires | Gimnasia y Esgrima (LP)  | 1 (4)          |                                         |                        |                        |                        |  |                                         |                         |                  |                  |  |                                         |                    |                  |                  |  |  |             |             |             |  |  |       |       |       |
|  | Bandera de la Provincia de Buenos Aires        | Bandera de la Provincia de Buenos Aires | Gimnasia y Esgrima (LP)  | 1 (4)          | Gimnasia y Esgrima (LP)                 | 1                      |                        |                        |  |                                         |                         |                  |                  |  |                                         |                    |                  |                  |  |  |             |             |             |  |  |       |       |       |
|  | Bandera de la Provincia de Buenos Aires        |                                         |                          |                | Gimnasia y Esgrima (LP)                 | 1                      |                        |                        |  |                                         |                         |                  |                  |  |                                         |                    |                  |                  |  |  |             |             |             |  |  |       |       |       |
|  | Bandera de la Ciudad de Buenos Aires           | Deportivo Español                       | 0                        |                |                                         |                        |                        |                        |  |                                         |                         |                  |                  |  |                                         |                    |                  |                  |  |  |             |             |             |  |  |       |       |       |
|  | Bandera de la Ciudad de Buenos Aires           | Deportivo Español                       | 0                        |                |                                         |                        |                        |                        |  |                                         |                         |                  |                  |  |                                         |                    |                  |                  |  |  |             |             |             |  |  |       |       |       |
|  |                                                |                                         |                          |                |                                         |                        |                        |                        |  |                                         |                         |                  |                  |  |                                         |                    |                  |                  |  |  |             |             |             |  |  |       |       |       |
|  |                                                |                                         |                          |                |                                         |                        |                        |                        |  |                                         |                         |                  |                  |  |                                         |                    |                  |                  |  |  |             |             |             |  |  |       |       |       |
|  | Bandera de la Provincia de Buenos Aires        | Racing Club                             | 2                        |                |                                         |                        |                        |                        |  |                                         |                         |                  |                  |  |                                         |                    |                  |                  |  |  |             |             |             |  |  |       |       |       |
|  | Bandera de la Provincia de Buenos Aires        | Racing Club                             | 2                        |                |                                         |                        |                        |                        |  |                                         |                         |                  |                  |  |                                         |                    |                  |                  |  |  |             |             |             |  |  |       |       |       |
|  | Bandera de la Provincia de Buenos Aires        | Ramón Santamarina                       | 0                        |                |                                         |                        |                        |                        |  |                                         |                         |                  |                  |  |                                         |                    |                  |                  |  |  |             |             |             |  |  |       |       |       |
|  | Bandera de la Provincia de Buenos Aires        | Ramón Santamarina                       | 0                        |                | Bandera de la Provincia de Buenos Aires | Racing Club            | 3                      |                        |  |                                         |                         |                  |                  |  |                                         |                    |                  |                  |  |  |             |             |             |  |  |       |       |       |
|  |                                                |                                         |                          |                | Bandera de la Provincia de Buenos Aires | Racing Club            | 3                      |                        |  |                                         |                         |                  |                  |  |                                         |                    |                  |                  |  |  |             |             |             |  |  |       |       |       |
|  |                                                | Bandera de la Provincia de San Juan     | San Martín (SJ)          | 1              |                                         |                        |                        |                        |  |                                         |                         |                  |                  |  |                                         |                    |                  |                  |  |  |             |             |             |  |  |       |       |       |
|  | Bandera de la Provincia de San Juan            | Bandera de la Provincia de San Juan     | San Martín (SJ)          | 1              | San Martín (SJ)                         | 0 (3)                  |                        |                        |  |                                         |                         |                  |                  |  |                                         |                    |                  |                  |  |  |             |             |             |  |  |       |       |       |
|  | Bandera de la Provincia de San Juan            |                                         |                          |                | San Martín (SJ)                         | 0 (3)                  |                        |                        |  |                                         |                         |                  |                  |  |                                         |                    |                  |                  |  |  |             |             |             |  |  |       |       |       |
|  | Bandera de la Provincia de Jujuy               | Gimnasia y Esgrima (J)                  | 0 (0)                    |                |                                         |                        |                        |                        |  |                                         |                         |                  |                  |  |                                         |                    |                  |                  |  |  |             |             |             |  |  |       |       |       |
|  | Bandera de la Provincia de Jujuy               | Gimnasia y Esgrima (J)                  | 0 (0)                    |                |                                         |                        |                        |                        |  | Bandera de la Provincia de Buenos Aires | Racing Club             | 3                |                  |  |                                         |                    |                  |                  |  |  |             |             |             |  |  |       |       |       |
|  |                                                |                                         |                          |                |                                         |                        |                        |                        |  | Bandera de la Provincia de Buenos Aires | Racing Club             | 3                |                  |  |                                         |                    |                  |                  |  |  |             |             |             |  |  |       |       |       |
|  |                                                | Bandera de la Ciudad de Buenos Aires    | Deportivo Riestra        | 0              |                                         |                        |                        |                        |  |                                         |                         |                  |                  |  |                                         |                    |                  |                  |  |  |             |             |             |  |  |       |       |       |
|  | Bandera de la Ciudad de Buenos Aires           | Bandera de la Ciudad de Buenos Aires    | Deportivo Riestra        | 0              | Deportivo Riestra                       | 2 (3)                  |                        |                        |  |                                         |                         |                  |                  |  |                                         |                    |                  |                  |  |  |             |             |             |  |  |       |       |       |
|  | Bandera de la Ciudad de Buenos Aires           |                                         |                          |                | Deportivo Riestra                       | 2 (3)                  |                        |                        |  |                                         |                         |                  |                  |  |                                         |                    |                  |                  |  |  |             |             |             |  |  |       |       |       |
|  | Bandera de la Provincia de Buenos Aires        | San Telmo                               | 2 (1)                    |                |                                         |                        |                        |                        |  |                                         |                         |                  |                  |  |                                         |                    |                  |                  |  |  |             |             |             |  |  |       |       |       |
|  | Bandera de la Provincia de Buenos Aires        | San Telmo                               | 2 (1)                    |                | Bandera de la Ciudad de Buenos Aires    | Deportivo Riestra      | 2 (4)                  |                        |  |                                         |                         |                  |                  |  |                                         |                    |                  |                  |  |  |             |             |             |  |  |       |       |       |
|  |                                                |                                         |                          |                | Bandera de la Ciudad de Buenos Aires    | Deportivo Riestra      | 2 (4)                  |                        |  |                                         |                         |                  |                  |  |                                         |                    |                  |                  |  |  |             |             |             |  |  |       |       |       |
|  |                                                | Bandera de la Provincia de Buenos Aires | Deportivo Armenio        | 2 (3)          |                                         |                        |                        |                        |  |                                         |                         |                  |                  |  |                                         |                    |                  |                  |  |  |             |             |             |  |  |       |       |       |
|  | Bandera de la Provincia de Córdoba             | Bandera de la Provincia de Buenos Aires | Deportivo Armenio        | 2 (3)          | Talleres (C)                            | 3 (4)                  |                        |                        |  |                                         |                         |                  |                  |  |                                         |                    |                  |                  |  |  |             |             |             |  |  |       |       |       |
|  | Bandera de la Provincia de Córdoba             |                                         |                          |                | Talleres (C)                            | 3 (4)                  |                        |                        |  |                                         |                         |                  |                  |  |                                         |                    |                  |                  |  |  |             |             |             |  |  |       |       |       |
|  | Bandera de la Provincia de Buenos Aires        | Deportivo Armenio                       | 3 (5)                    |                |                                         |                        |                        |                        |  |                                         |                         |                  |                  |  |                                         |                    |                  |                  |  |  |             |             |             |  |  |       |       |       |
|  | Bandera de la Provincia de Buenos Aires        | Deportivo Armenio                       | 3 (5)                    |                |                                         |                        |                        |                        |  |                                         |                         |                  |                  |  | Bandera de la Provincia de Buenos Aires | Racing Club        |                  |                  |  |  |             |             |             |  |  |       |       |       |
|  |                                                |                                         |                          |                |                                         |                        |                        |                        |  |                                         |                         |                  |                  |  | Bandera de la Provincia de Buenos Aires | Racing Club        |                  |                  |  |  |             |             |             |  |  |       |       |       |
|  |                                                |                                         |                          |                |                                         |                        |                        |                        |  |                                         |                         |                  |                  |  |                                         |                    |                  |                  |  |  |             |             |             |  |  |       |       |       |
|  | Bandera de la Provincia de Santa Fe            | Rosario Central                         | 1                        |                |                                         |                        |                        |                        |  |                                         |                         |                  |                  |  |                                         |                    |                  |                  |  |  |             |             |             |  |  |       |       |       |
|  | Bandera de la Provincia de Santa Fe            | Rosario Central                         | 1                        |                |                                         |                        |                        |                        |  |                                         |                         |                  |                  |  |                                         |                    |                  |                  |  |  |             |             |             |  |  |       |       |       |
|  | Bandera de la Provincia de Buenos Aires        | Los Andes                               | 0                        |                |                                         |                        |                        |                        |  |                                         |                         |                  |                  |  |                                         |                    |                  |                  |  |  |             |             |             |  |  |       |       |       |
|  | Bandera de la Provincia de Buenos Aires        | Los Andes                               | 0                        |                | Bandera de la Provincia de Santa Fe     | Rosario Central        | 0 (1)                  |                        |  |                                         |                         |                  |                  |  |                                         |                    |                  |                  |  |  |             |             |             |  |  |       |       |       |
|  |                                                |                                         |                          |                | Bandera de la Provincia de Santa Fe     | Rosario Central        | 0 (1)                  |                        |  |                                         |                         |                  |                  |  |                                         |                    |                  |                  |  |  |             |             |             |  |  |       |       |       |
|  |                                                | Bandera de la Provincia de Santa Fe     | Unión (SF)               | 0 (3)          |                                         |                        |                        |                        |  |                                         |                         |                  |                  |  |                                         |                    |                  |                  |  |  |             |             |             |  |  |       |       |       |
|  | Bandera de la Provincia de Santa Fe            | Bandera de la Provincia de Santa Fe     | Unión (SF)               | 0 (3)          | Unión (SF)                              | 3                      |                        |                        |  |                                         |                         |                  |                  |  |                                         |                    |                  |                  |  |  |             |             |             |  |  |       |       |       |
|  | Bandera de la Provincia de Santa Fe            |                                         |                          |                | Unión (SF)                              | 3                      |                        |                        |  |                                         |                         |                  |                  |  |                                         |                    |                  |                  |  |  |             |             |             |  |  |       |       |       |
|  | Bandera de la Provincia de Buenos Aires        | Colegiales                              | 1                        |                |                                         |                        |                        |                        |  |                                         |                         |                  |                  |  |                                         |                    |                  |                  |  |  |             |             |             |  |  |       |       |       |
|  | Bandera de la Provincia de Buenos Aires        | Colegiales                              | 1                        |                |                                         |                        |                        |                        |  | Bandera de la Provincia de Santa Fe     | Unión (SF)              |                  |                  |  |                                         |                    |                  |                  |  |  |             |             |             |  |  |       |       |       |
|  |                                                |                                         |                          |                |                                         |                        |                        |                        |  | Bandera de la Provincia de Santa Fe     | Unión (SF)              |                  |                  |  |                                         |                    |                  |                  |  |  |             |             |             |  |  |       |       |       |
|  |                                                | Bandera de la Ciudad de Buenos Aires    | River Plate              |                |                                         |                        |                        |                        |  |                                         |                         |                  |                  |  |                                         |                    |                  |                  |  |  |             |             |             |  |  |       |       |       |
|  | Bandera de la Provincia de Tucumán             | Bandera de la Ciudad de Buenos Aires    | River Plate              | San Martín (T) | 0 (3)                                   |                        |                        |                        |  |                                         |                         |                  |                  |  |                                         |                    |                  |                  |  |  |             |             |             |  |  |       |       |       |
|  | Bandera de la Provincia de Tucumán             |                                         |                          | San Martín (T) | 0 (3)                                   |                        |                        |                        |  |                                         |                         |                  |                  |  |                                         |                    |                  |                  |  |  |             |             |             |  |  |       |       |       |
|  | Bandera de la Provincia de Santa Fe            | Colón                                   | 0 (1)                    |                |                                         |                        |                        |                        |  |                                         |                         |                  |                  |  |                                         |                    |                  |                  |  |  |             |             |             |  |  |       |       |       |
|  | Bandera de la Provincia de Santa Fe            | Colón                                   | 0 (1)                    |                | Bandera de la Provincia de Tucumán      | San Martín (T)         | 0                      |                        |  |                                         |                         |                  |                  |  |                                         |                    |                  |                  |  |  |             |             |             |  |  |       |       |       |
|  |                                                |                                         |                          |                | Bandera de la Provincia de Tucumán      | San Martín (T)         | 0                      |                        |  |                                         |                         |                  |                  |  |                                         |                    |                  |                  |  |  |             |             |             |  |  |       |       |       |
|  |                                                | Bandera de la Ciudad de Buenos Aires    | River Plate              | 3              |                                         |                        |                        |                        |  |                                         |                         |                  |                  |  |                                         |                    |                  |                  |  |  |             |             |             |  |  |       |       |       |
|  | Bandera de la Ciudad de Buenos Aires           | Bandera de la Ciudad de Buenos Aires    | River Plate              | 3              | River Plate                             | 2                      |                        |                        |  |                                         |                         |                  |                  |  |                                         |                    |                  |                  |  |  |             |             |             |  |  |       |       |       |
|  | Bandera de la Ciudad de Buenos Aires           |                                         |                          |                | River Plate                             | 2                      |                        |                        |  |                                         |                         |                  |                  |  |                                         |                    |                  |                  |  |  |             |             |             |  |  |       |       |       |
|  | Bandera de la Provincia de Buenos Aires        | Ciudad de Bolívar                       | 0                        |                |                                         |                        |                        |                        |  |                                         |                         |                  |                  |  |                                         |                    |                  |                  |  |  |             |             |             |  |  |       |       |       |
|  |                                                |                                         |                          |                |                                         |                        |                        |                        |  |                                         |                         |                  |                  |  |                                         |                    |                  |                  |  |  |             |             |             |  |  |       |       |       |
|  |                                                |                                         |                          |                |                                         |                        |                        |                        |  |                                         |                         |                  |                  |  |                                         |                    |                  |                  |  |  |             |             |             |  |  |       |       |       |
|  |                                                |                                         |                          |                |                                         |                        |                        |                        |  |                                         |                         |                  |                  |  |                                         |                    |                  |                  |  |  |             |             |             |  |  |       |       |       |
|  | Bandera de la Ciudad de Buenos Aires           | Boca Juniors                            | 5                        |                |                                         |                        |                        |                        |  |                                         |                         |                  |                  |  |                                         |                    |                  |                  |  |  |             |             |             |  |  |       |       |       |
|  | Bandera de la Provincia de Córdoba             | Argentino (MM)                          | 0                        |                |                                         |                        |                        |                        |  |                                         |                         |                  |                  |  |                                         |                    |                  |                  |  |  |             |             |             |  |  |       |       |       |
|  | Bandera de la Provincia de Córdoba             | Argentino (MM)                          | 0                        |                | Bandera de la Ciudad de Buenos Aires    | Boca Juniors           | 1                      |                        |  |                                         |                         |                  |                  |  |                                         |                    |                  |                  |  |  |             |             |             |  |  |       |       |       |
|  |                                                |                                         |                          |                | Bandera de la Ciudad de Buenos Aires    | Boca Juniors           | 1                      |                        |  |                                         |                         |                  |                  |  |                                         |                    |                  |                  |  |  |             |             |             |  |  |       |       |       |
|  |                                                | Bandera de la Provincia de Tucumán      | Atlético Tucumán         | 2              |                                         |                        |                        |                        |  |                                         |                         |                  |                  |  |                                         |                    |                  |                  |  |  |             |             |             |  |  |       |       |       |
|  | Bandera de la Provincia de Tucumán             | Bandera de la Provincia de Tucumán      | Atlético Tucumán         | 2              | Atlético Tucumán                        | 2                      |                        |                        |  |                                         |                         |                  |                  |  |                                         |                    |                  |                  |  |  |             |             |             |  |  |       |       |       |
|  | Bandera de la Provincia de Tucumán             |                                         |                          |                | Atlético Tucumán                        | 2                      |                        |                        |  |                                         |                         |                  |                  |  |                                         |                    |                  |                  |  |  |             |             |             |  |  |       |       |       |
|  | Bandera de la Ciudad de Buenos Aires           | All Boys                                | 1                        |                |                                         |                        |                        |                        |  |                                         |                         |                  |                  |  |                                         |                    |                  |                  |  |  |             |             |             |  |  |       |       |       |
|  | Bandera de la Ciudad de Buenos Aires           | All Boys                                | 1                        |                |                                         |                        |                        |                        |  | Bandera de la Provincia de Tucumán      | Atlético Tucumán        | 2                |                  |  |                                         |                    |                  |                  |  |  |             |             |             |  |  |       |       |       |
|  |                                                |                                         |                          |                |                                         |                        |                        |                        |  | Bandera de la Provincia de Tucumán      | Atlético Tucumán        | 2                |                  |  |                                         |                    |                  |                  |  |  |             |             |             |  |  |       |       |       |
|  |                                                | Bandera de la Provincia de Santa Fe     | Newell's Old Boys        | 3              |                                         |                        |                        |                        |  |                                         |                         |                  |                  |  |                                         |                    |                  |                  |  |  |             |             |             |  |  |       |       |       |
|  | Bandera de la Provincia de Buenos Aires        | Bandera de la Provincia de Santa Fe     | Newell's Old Boys        | 3              | Defensa y Justicia                      | 3                      |                        |                        |  |                                         |                         |                  |                  |  |                                         |                    |                  |                  |  |  |             |             |             |  |  |       |       |       |
|  | Bandera de la Provincia de Buenos Aires        |                                         |                          |                | Defensa y Justicia                      | 3                      |                        |                        |  |                                         |                         |                  |                  |  |                                         |                    |                  |                  |  |  |             |             |             |  |  |       |       |       |
|  | Bandera de la Provincia de Córdoba             | Racing (C)                              | 1                        |                |                                         |                        |                        |                        |  |                                         |                         |                  |                  |  |                                         |                    |                  |                  |  |  |             |             |             |  |  |       |       |       |
|  | Bandera de la Provincia de Córdoba             | Racing (C)                              | 1                        |                | Bandera de la Provincia de Buenos Aires | Defensa y Justicia     | 0                      |                        |  |                                         |                         |                  |                  |  |                                         |                    |                  |                  |  |  |             |             |             |  |  |       |       |       |
|  |                                                |                                         |                          |                | Bandera de la Provincia de Buenos Aires | Defensa y Justicia     | 0                      |                        |  |                                         |                         |                  |                  |  |                                         |                    |                  |                  |  |  |             |             |             |  |  |       |       |       |
|  |                                                | Bandera de la Provincia de Santa Fe     | Newell's Old Boys        | 2              |                                         |                        |                        |                        |  |                                         |                         |                  |                  |  |                                         |                    |                  |                  |  |  |             |             |             |  |  |       |       |       |
|  | Bandera de la Provincia de Santa Fe            | Bandera de la Provincia de Santa Fe     | Newell's Old Boys        | 2              | Newell's Old Boys                       | 0 (5)                  |                        |                        |  |                                         |                         |                  |                  |  |                                         |                    |                  |                  |  |  |             |             |             |  |  |       |       |       |
|  | Bandera de la Provincia de Santa Fe            |                                         |                          |                | Newell's Old Boys                       | 0 (5)                  |                        |                        |  |                                         |                         |                  |                  |  |                                         |                    |                  |                  |  |  |             |             |             |  |  |       |       |       |
|  | Bandera de la Provincia de Buenos Aires        | Kimberley                               | 0 (4)                    |                |                                         |                        |                        |                        |  |                                         |                         |                  |                  |  |                                         |                    |                  |                  |  |  |             |             |             |  |  |       |       |       |
|  | Bandera de la Provincia de Buenos Aires        | Kimberley                               | 0 (4)                    |                |                                         |                        |                        |                        |  |                                         |                         |                  |                  |  | Bandera de la Provincia de Santa Fe     | Newell's Old Boys  |                  |                  |  |  |             |             |             |  |  |       |       |       |
|  |                                                |                                         |                          |                |                                         |                        |                        |                        |  |                                         |                         |                  |                  |  | Bandera de la Provincia de Santa Fe     | Newell's Old Boys  |                  |                  |  |  |             |             |             |  |  |       |       |       |
|  |                                                | Bandera de la Provincia de Córdoba      | Belgrano                 |                |                                         |                        |                        |                        |  |                                         |                         |                  |                  |  |                                         |                    |                  |                  |  |  |             |             |             |  |  |       |       |       |
|  | Bandera de la Provincia de Córdoba             | Bandera de la Provincia de Córdoba      | Belgrano                 | Belgrano       | 3                                       |                        |                        |                        |  |                                         |                         |                  |                  |  |                                         |                    |                  |                  |  |  |             |             |             |  |  |       |       |       |
|  | Bandera de la Provincia de Córdoba             |                                         |                          | Belgrano       | 3                                       |                        |                        |                        |  |                                         |                         |                  |                  |  |                                         |                    |                  |                  |  |  |             |             |             |  |  |       |       |       |
|  | Bandera de la Provincia de Buenos Aires        | Real Pilar                              | 1                        |                |                                         |                        |                        |                        |  |                                         |                         |                  |                  |  |                                         |                    |                  |                  |  |  |             |             |             |  |  |       |       |       |
|  | Bandera de la Provincia de Buenos Aires        | Real Pilar                              | 1                        |                | Bandera de la Provincia de Córdoba      | Belgrano               | 3                      |                        |  |                                         |                         |                  |                  |  |                                         |                    |                  |                  |  |  |             |             |             |  |  |       |       |       |
|  |                                                |                                         |                          |                | Bandera de la Provincia de Córdoba      | Belgrano               | 3                      |                        |  |                                         |                         |                  |                  |  |                                         |                    |                  |                  |  |  |             |             |             |  |  |       |       |       |
|  |                                                | Bandera de la Ciudad de Buenos Aires    | Defensores de Belgrano   | 2              |                                         |                        |                        |                        |  |                                         |                         |                  |                  |  |                                         |                    |                  |                  |  |  |             |             |             |  |  |       |       |       |
|  | Bandera de la Ciudad de Buenos Aires           | Bandera de la Ciudad de Buenos Aires    | Defensores de Belgrano   | 2              | Barracas Central                        | 0                      |                        |                        |  |                                         |                         |                  |                  |  |                                         |                    |                  |                  |  |  |             |             |             |  |  |       |       |       |
|  | Bandera de la Ciudad de Buenos Aires           |                                         |                          |                | Barracas Central                        | 0                      |                        |                        |  |                                         |                         |                  |                  |  |                                         |                    |                  |                  |  |  |             |             |             |  |  |       |       |       |
|  | Bandera de la Ciudad de Buenos Aires           | Defensores de Belgrano                  | 2                        |                |                                         |                        |                        |                        |  |                                         |                         |                  |                  |  |                                         |                    |                  |                  |  |  |             |             |             |  |  |       |       |       |
|  | Bandera de la Ciudad de Buenos Aires           | Defensores de Belgrano                  | 2                        |                |                                         |                        |                        |                        |  | Bandera de la Provincia de Córdoba      | Belgrano                | 2                |                  |  |                                         |                    |                  |                  |  |  |             |             |             |  |  |       |       |       |
|  |                                                |                                         |                          |                |                                         |                        |                        |                        |  | Bandera de la Provincia de Córdoba      | Belgrano                | 2                |                  |  |                                         |                    |                  |                  |  |  |             |             |             |  |  |       |       |       |
|  |                                                | Bandera de la Provincia de Buenos Aires | Independiente            | 0              |                                         |                        |                        |                        |  |                                         |                         |                  |                  |  |                                         |                    |                  |                  |  |  |             |             |             |  |  |       |       |       |
|  | Bandera de la Provincia de Mendoza             | Bandera de la Provincia de Buenos Aires | Independiente            | 0              | Gimnasia y Esgrima (M)                  | 2                      |                        |                        |  |                                         |                         |                  |                  |  |                                         |                    |                  |                  |  |  |             |             |             |  |  |       |       |       |
|  | Bandera de la Provincia de Mendoza             |                                         |                          |                | Gimnasia y Esgrima (M)                  | 2                      |                        |                        |  |                                         |                         |                  |                  |  |                                         |                    |                  |                  |  |  |             |             |             |  |  |       |       |       |
|  | Bandera de la Ciudad de Buenos Aires           | Nueva Chicago                           | 0                        |                |                                         |                        |                        |                        |  |                                         |                         |                  |                  |  |                                         |                    |                  |                  |  |  |             |             |             |  |  |       |       |       |
|  | Bandera de la Ciudad de Buenos Aires           | Nueva Chicago                           | 0                        |                | Bandera de la Provincia de Mendoza      | Gimnasia y Esgrima (M) | 1                      |                        |  |                                         |                         |                  |                  |  |                                         |                    |                  |                  |  |  |             |             |             |  |  |       |       |       |
|  |                                                |                                         |                          |                | Bandera de la Provincia de Mendoza      | Gimnasia y Esgrima (M) | 1                      |                        |  |                                         |                         |                  |                  |  |                                         |                    |                  |                  |  |  |             |             |             |  |  |       |       |       |
|  |                                                | Bandera de la Provincia de Buenos Aires | Independiente            | 2              |                                         |                        |                        |                        |  |                                         |                         |                  |                  |  |                                         |                    |                  |                  |  |  |             |             |             |  |  |       |       |       |
|  | Bandera de la Provincia de Buenos Aires        | Bandera de la Provincia de Buenos Aires | Independiente            | 2              | Independiente                           | 2                      |                        |                        |  |                                         |                         |                  |                  |  |                                         |                    |                  |                  |  |  |             |             |             |  |  |       |       |       |
|  | Bandera de la Provincia de Buenos Aires        |                                         |                          |                | Independiente                           | 2                      |                        |                        |  |                                         |                         |                  |                  |  |                                         |                    |                  |                  |  |  |             |             |             |  |  |       |       |       |
|  | Bandera de la Provincia de Córdoba             | Sportivo Belgrano                       | 0                        |                |                                         |                        |                        |                        |  |                                         |                         |                  |                  |  |                                         |                    |                  |                  |  |  |             |             |             |  |  |       |       |       |
|  | Bandera de la Provincia de Córdoba             | Sportivo Belgrano                       | 0                        |                |                                         |                        |                        |                        |  |                                         |                         |                  |                  |  |                                         |                    |                  |                  |  |  |             |             |             |  |  |       |       |       |
|  |                                                |                                         |                          |                |                                         |                        |                        |                        |  |                                         |                         |                  |                  |  |                                         |                    |                  |                  |  |  |             |             |             |  |  |       |       |       |
|  |                                                |                                         |                          |                |                                         |                        |                        |                        |  |                                         |                         |                  |                  |  |                                         |                    |                  |                  |  |  |             |             |             |  |  |       |       |       |
|  | Bandera de la Provincia de Buenos Aires        | Estudiantes (LP)                        | 2                        |                |                                         |                        |                        |                        |  |                                         |                         |                  |                  |  |                                         |                    |                  |                  |  |  |             |             |             |  |  |       |       |       |
|  | Bandera de la Provincia de Buenos Aires        | Estudiantes (LP)                        | 2                        |                |                                         |                        |                        |                        |  |                                         |                         |                  |                  |  |                                         |                    |                  |                  |  |  |             |             |             |  |  |       |       |       |
|  | Bandera de la Provincia de Santiago del Estero | Sarmiento (LB)                          | 1                        |                |                                         |                        |                        |                        |  |                                         |                         |                  |                  |  |                                         |                    |                  |                  |  |  |             |             |             |  |  |       |       |       |
|  | Bandera de la Provincia de Santiago del Estero | Sarmiento (LB)                          | 1                        |                | Bandera de la Provincia de Buenos Aires | Estudiantes (LP)       | 1 (2)                  |                        |  |                                         |                         |                  |                  |  |                                         |                    |                  |                  |  |  |             |             |             |  |  |       |       |       |
|  |                                                |                                         |                          |                | Bandera de la Provincia de Buenos Aires | Estudiantes (LP)       | 1 (2)                  |                        |  |                                         |                         |                  |                  |  |                                         |                    |                  |                  |  |  |             |             |             |  |  |       |       |       |
|  |                                                | Bandera de la Provincia de Buenos Aires | Aldosivi                 | 1 (4)          |                                         |                        |                        |                        |  |                                         |                         |                  |                  |  |                                         |                    |                  |                  |  |  |             |             |             |  |  |       |       |       |
|  | Bandera de la Provincia de Buenos Aires        | Bandera de la Provincia de Buenos Aires | Aldosivi                 | 1 (4)          | Aldosivi                                | 1 (6)                  |                        |                        |  |                                         |                         |                  |                  |  |                                         |                    |                  |                  |  |  |             |             |             |  |  |       |       |       |
|  | Bandera de la Provincia de Buenos Aires        |                                         |                          |                | Aldosivi                                | 1 (6)                  |                        |                        |  |                                         |                         |                  |                  |  |                                         |                    |                  |                  |  |  |             |             |             |  |  |       |       |       |
|  | Bandera de la Provincia de Salta               | Gimnasia y Tiro (S)                     | 1 (5)                    |                |                                         |                        |                        |                        |  |                                         |                         |                  |                  |  |                                         |                    |                  |                  |  |  |             |             |             |  |  |       |       |       |
|  | Bandera de la Provincia de Salta               | Gimnasia y Tiro (S)                     | 1 (5)                    |                |                                         |                        |                        |                        |  | Bandera de la Provincia de Buenos Aires | Aldosivi                | 1                |                  |  |                                         |                    |                  |                  |  |  |             |             |             |  |  |       |       |       |
|  |                                                |                                         |                          |                |                                         |                        |                        |                        |  | Bandera de la Provincia de Buenos Aires | Aldosivi                | 1                |                  |  |                                         |                    |                  |                  |  |  |             |             |             |  |  |       |       |       |
|  |                                                | Bandera de la Ciudad de Buenos Aires    | Argentinos Juniors       | 2              |                                         |                        |                        |                        |  |                                         |                         |                  |                  |  |                                         |                    |                  |                  |  |  |             |             |             |  |  |       |       |       |
|  | Bandera de la Provincia de Mendoza             | Bandera de la Ciudad de Buenos Aires    | Argentinos Juniors       | 2              | Godoy Cruz                              | 0                      |                        |                        |  |                                         |                         |                  |                  |  |                                         |                    |                  |                  |  |  |             |             |             |  |  |       |       |       |
|  | Bandera de la Provincia de Mendoza             |                                         |                          |                | Godoy Cruz                              | 0                      |                        |                        |  |                                         |                         |                  |                  |  |                                         |                    |                  |                  |  |  |             |             |             |  |  |       |       |       |
|  | Bandera de la Ciudad de Buenos Aires           | Excursionistas                          | 1                        |                |                                         |                        |                        |                        |  |                                         |                         |                  |                  |  |                                         |                    |                  |                  |  |  |             |             |             |  |  |       |       |       |
|  | Bandera de la Ciudad de Buenos Aires           | Excursionistas                          | 1                        |                | Bandera de la Ciudad de Buenos Aires    | Excursionistas         | 0                      |                        |  |                                         |                         |                  |                  |  |                                         |                    |                  |                  |  |  |             |             |             |  |  |       |       |       |
|  |                                                |                                         |                          |                | Bandera de la Ciudad de Buenos Aires    | Excursionistas         | 0                      |                        |  |                                         |                         |                  |                  |  |                                         |                    |                  |                  |  |  |             |             |             |  |  |       |       |       |
|  |                                                | Bandera de la Ciudad de Buenos Aires    | Argentinos Juniors       | 3              |                                         |                        |                        |                        |  |                                         |                         |                  |                  |  |                                         |                    |                  |                  |  |  |             |             |             |  |  |       |       |       |
|  | Bandera de la Ciudad de Buenos Aires           | Bandera de la Ciudad de Buenos Aires    | Argentinos Juniors       | 3              | Argentinos Juniors                      | 3                      |                        |                        |  |                                         |                         |                  |                  |  |                                         |                    |                  |                  |  |  |             |             |             |  |  |       |       |       |
|  | Bandera de la Ciudad de Buenos Aires           |                                         |                          |                | Argentinos Juniors                      | 3                      |                        |                        |  |                                         |                         |                  |                  |  |                                         |                    |                  |                  |  |  |             |             |             |  |  |       |       |       |
|  | Bandera de la Provincia de Salta               | Central Norte (S)                       | 0                        |                |                                         |                        |                        |                        |  |                                         |                         |                  |                  |  |                                         |                    |                  |                  |  |  |             |             |             |  |  |       |       |       |
|  | Bandera de la Provincia de Salta               | Central Norte (S)                       | 0                        |                |                                         |                        |                        |                        |  |                                         |                         |                  |                  |  | Bandera de la Ciudad de Buenos Aires    | Argentinos Juniors |                  |                  |  |  |             |             |             |  |  |       |       |       |
|  |                                                |                                         |                          |                |                                         |                        |                        |                        |  |                                         |                         |                  |                  |  | Bandera de la Ciudad de Buenos Aires    | Argentinos Juniors |                  |                  |  |  |             |             |             |  |  |       |       |       |
|  |                                                | Bandera de la Provincia de Buenos Aires | Lanús                    |                |                                         |                        |                        |                        |  |                                         |                         |                  |                  |  |                                         |                    |                  |                  |  |  |             |             |             |  |  |       |       |       |
|  | Bandera de la Provincia de Buenos Aires        | Bandera de la Provincia de Buenos Aires | Lanús                    | Lanús          | 4                                       |                        |                        |                        |  |                                         |                         |                  |                  |  |                                         |                    |                  |                  |  |  |             |             |             |  |  |       |       |       |
|  | Bandera de la Provincia de Buenos Aires        |                                         |                          | Lanús          | 4                                       |                        |                        |                        |  |                                         |                         |                  |                  |  |                                         |                    |                  |                  |  |  |             |             |             |  |  |       |       |       |
|  | Bandera de la Ciudad de Buenos Aires           | General Lamadrid                        | 0                        |                |                                         |                        |                        |                        |  |                                         |                         |                  |                  |  |                                         |                    |                  |                  |  |  |             |             |             |  |  |       |       |       |
|  | Bandera de la Ciudad de Buenos Aires           | General Lamadrid                        | 0                        |                | Bandera de la Provincia de Buenos Aires | Lanús                  | 2                      |                        |  |                                         |                         |                  |                  |  |                                         |                    |                  |                  |  |  |             |             |             |  |  |       |       |       |
|  |                                                |                                         |                          |                | Bandera de la Provincia de Buenos Aires | Lanús                  | 2                      |                        |  |                                         |                         |                  |                  |  |                                         |                    |                  |                  |  |  |             |             |             |  |  |       |       |       |
|  |                                                | Bandera de la Ciudad de Buenos Aires    | Vélez Sarsfield          | 0              |                                         |                        |                        |                        |  |                                         |                         |                  |                  |  |                                         |                    |                  |                  |  |  |             |             |             |  |  |       |       |       |
|  | Bandera de la Ciudad de Buenos Aires           | Bandera de la Ciudad de Buenos Aires    | Vélez Sarsfield          | 0              | Vélez Sarsfield                         | 1                      |                        |                        |  |                                         |                         |                  |                  |  |                                         |                    |                  |                  |  |  |             |             |             |  |  |       |       |       |
|  | Bandera de la Ciudad de Buenos Aires           |                                         |                          |                | Vélez Sarsfield                         | 1                      |                        |                        |  |                                         |                         |                  |                  |  |                                         |                    |                  |                  |  |  |             |             |             |  |  |       |       |       |
|  | Bandera de la Provincia de Buenos Aires        | Ferrocarril Midland                     | 0                        |                |                                         |                        |                        |                        |  |                                         |                         |                  |                  |  |                                         |                    |                  |                  |  |  |             |             |             |  |  |       |       |       |
|  | Bandera de la Provincia de Buenos Aires        | Ferrocarril Midland                     | 0                        |                |                                         |                        |                        |                        |  | Bandera de la Provincia de Buenos Aires | Lanús                   | 2                |                  |  |                                         |                    |                  |                  |  |  |             |             |             |  |  |       |       |       |
|  |                                                |                                         |                          |                |                                         |                        |                        |                        |  | Bandera de la Provincia de Buenos Aires | Lanús                   | 2                |                  |  |                                         |                    |                  |                  |  |  |             |             |             |  |  |       |       |       |
|  |                                                | Bandera de la Ciudad de Buenos Aires    | Huracán                  | 0              |                                         |                        |                        |                        |  |                                         |                         |                  |                  |  |                                         |                    |                  |                  |  |  |             |             |             |  |  |       |       |       |
|  | Bandera de la Provincia de Córdoba             | Bandera de la Ciudad de Buenos Aires    | Huracán                  | 0              | Instituto                               | 3                      |                        |                        |  |                                         |                         |                  |                  |  |                                         |                    |                  |                  |  |  |             |             |             |  |  |       |       |       |
|  | Bandera de la Provincia de Córdoba             |                                         |                          |                | Instituto                               | 3                      |                        |                        |  |                                         |                         |                  |                  |  |                                         |                    |                  |                  |  |  |             |             |             |  |  |       |       |       |
|  | Bandera de la Provincia del Chubut             | Deportivo Madryn                        | 0                        |                |                                         |                        |                        |                        |  |                                         |                         |                  |                  |  |                                         |                    |                  |                  |  |  |             |             |             |  |  |       |       |       |
|  | Bandera de la Provincia del Chubut             | Deportivo Madryn                        | 0                        |                | Bandera de la Provincia de Córdoba      | Instituto              | 0 (2)                  |                        |  |                                         |                         |                  |                  |  |                                         |                    |                  |                  |  |  |             |             |             |  |  |       |       |       |
|  |                                                |                                         |                          |                | Bandera de la Provincia de Córdoba      | Instituto              | 0 (2)                  |                        |  |                                         |                         |                  |                  |  |                                         |                    |                  |                  |  |  |             |             |             |  |  |       |       |       |
|  |                                                | Bandera de la Ciudad de Buenos Aires    | Huracán                  | 0 (3)          |                                         |                        |                        |                        |  |                                         |                         |                  |                  |  |                                         |                    |                  |                  |  |  |             |             |             |  |  |       |       |       |
|  | Bandera de la Ciudad de Buenos Aires           | Bandera de la Ciudad de Buenos Aires    | Huracán                  | 0 (3)          | Huracán                                 | 2                      |                        |                        |  |                                         |                         |                  |                  |  |                                         |                    |                  |                  |  |  |             |             |             |  |  |       |       |       |
|  | Bandera de la Ciudad de Buenos Aires           |                                         |                          |                | Huracán                                 | 2                      |                        |                        |  |                                         |                         |                  |                  |  |                                         |                    |                  |                  |  |  |             |             |             |  |  |       |       |       |
|  | Bandera de la Provincia de Formosa             | San Martín (F)                          | 1                        |                |                                         |                        |                        |                        |  |                                         |                         |                  |                  |  |                                         |                    |                  |                  |  |  |             |             |             |  |  |       |       |       |

### Treintaidosavos de final
Los disputaron sesenta y cuatro equipos. Entre el 22 de enero y el 17 de abril se enfrentaron a partido único en estadio neutral y clasificaron a la siguiente ronda los treinta y dos ganadores.
| Fecha         | Estadio                            | Equipo 1                | Resultado     | Equipo 2               |
| ------------- | ---------------------------------- | ----------------------- | ------------- | ---------------------- |
| 22 de enero   | Brigadier General Estanislao López | Boca Juniors            | 5 - 0         | Argentino (MM)         |
| 5 de febrero  | Julio Humberto Grondona            | Lanús                   | 4 - 0         | General Lamadrid       |
| 5 de febrero  | Centenario Ciudad de Quilmes       | Gimnasia y Esgrima (LP) | 1 - 0         | Deportivo Español      |
| 12 de febrero | Nuevo Monumental                   | San Martín (T)          | (3) 0 - 0 (1) | Colón                  |
| 12 de febrero | Único de San Nicolás               | Gimnasia y Esgrima (M)  | 2 - 0         | Nueva Chicago          |
| 19 de febrero | Único de San Nicolás               | Defensa y Justicia      | 3 - 1         | Racing (C)             |
| 25 de febrero | 15 de Abril                        | Estudiantes (LP)        | 2 - 1         | Sarmiento (LB)         |
| 26 de febrero | Ciudad de Vicente López            | Vélez Sarsfield         | 1 - 0         | Ferrocarril Midland    |
| 26 de febrero | Único de San Nicolás               | Independiente           | 2 - 0         | Sportivo Belgrano      |
| 27 de febrero | Julio César Villagra               | Godoy Cruz              | 0 - 1         | Excursionistas         |
| 5 de marzo    | Ciudad de Caseros                  | Deportivo Riestra       | (3) 2 - 2 (1) | San Telmo              |
| 5 de marzo    | Único de San Nicolás               | Unión (SF)              | 3 - 1         | Colegiales             |
| 12 de marzo   | Ciudad de Caseros                  | Platense                | 2 - 0         | Argentino de Quilmes   |
| 12 de marzo   | Julio Humberto Grondona            | Huracán                 | 2 - 1         | San Martín (F)         |
| 19 de marzo   | Julio Humberto Grondona            | Aldosivi                | (6) 1 - 1 (5) | Gimnasia y Tiro (S)    |
| 19 de marzo   | Brigadier General Estanislao López | Talleres (C)            | (4) 3 - 3 (5) | Deportivo Armenio      |
| 19 de marzo   | Único Madre de Ciudades            | River Plate             | 2 - 0         | Ciudad de Bolívar      |
| 22 de marzo   | Nuevo Francisco Urbano             | Tigre                   | 3 - 0         | Berazategui            |
| 22 de marzo   | Julio César Villagra               | Central Córdoba (SdE)   | 0 - 1         | Quilmes                |
| 23 de marzo   | Ciudad de Lanús                    | Racing Club             | 2 - 0         | Ramón Santamarina      |
| 23 de marzo   | Único de San Nicolás               | San Lorenzo             | (6) 0 - 0 (5) | Sportivo Las Parejas   |
| 26 de marzo   | Julio César Villagra               | San Martín (SJ)         | (3) 0 - 0 (0) | Gimnasia y Esgrima (J) |
| 1 de abril    | Norberto Tomaghello                | Banfield                | 1 - 0         | Villa Mitre            |
| 2 de abril    | Nuevo Monumental                   | Atlético Tucumán        | 2 - 1         | All Boys               |
| 3 de abril    | Ciudad de Caseros                  | Instituto               | 3 - 0         | Deportivo Madryn       |
| 3 de abril    | Ciudad de Vicente López            | Newell's Old Boys       | (5) 0 - 0 (4) | Kimberley              |
| 9 de abril    | Único de San Nicolás               | Rosario Central         | 1 - 0         | Los Andes              |
| 9 de abril    | Ciudad de Caseros                  | Sarmiento (J)           | 0 - 1         | Central Córdoba (R)    |
| 16 de abril   | Juan Gilberto Funes                | Independiente Rivadavia | 1 - 0         | Estudiantes (BA)       |
| 16 de abril   | Ciudad de Caseros                  | Argentinos Juniors      | 3 - 0         | Central Norte (S)      |
| 16 de abril   | Nuevo Monumental                   | Belgrano                | 3 - 1         | Real Pilar             |
| 17 de abril   | Julio Humberto Grondona            | Barracas Central        | 0 - 2         | Defensores de Belgrano |

### Dieciseisavos de final
Los disputaron treinta y dos equipos. Entre el 11 de mayo y el 2 de agosto se enfrentaron a partido único en estadio neutral y clasificaron a la siguiente ronda los dieciséis ganadores.
| Fecha       | Estadio                 | Equipo 1               | Resultado     | Equipo 2                |
| ----------- | ----------------------- | ---------------------- | ------------- | ----------------------- |
| 11 de mayo  | Único de San Nicolás    | Central Córdoba (R)    | (5) 1 - 1 (4) | Gimnasia y Esgrima (LP) |
| 21 de mayo  | Nuevo Francisco Urbano  | Lanús                  | 2 - 0         | Vélez Sarsfield         |
| 22 de mayo  | Único de San Nicolás    | Defensa y Justicia     | 0 - 2         | Newell's Old Boys       |
| 24 de mayo  | Ciudad de Caseros       | Deportivo Riestra      | (4) 2 - 2 (3) | Deportivo Armenio       |
| 28 de mayo  | Pedro Bidegain          | Excursionistas         | 0 - 3         | Argentinos Juniors      |
| 1 de junio  | Norberto Tomaghello     | Estudiantes (LP)       | (2) 1 - 1 (4) | Aldosivi                |
| 26 de junio | Nuevo Francisco Urbano  | Tigre                  | 2 - 0         | Banfield                |
| 27 de junio | Único La Pedrera        | Belgrano               | 3 - 2         | Defensores de Belgrano  |
| 28 de junio | Único de San Nicolás    | Rosario Central        | (1) 0 - 0 (3) | Unión (SF)              |
| 29 de junio | Juan Gilberto Funes     | Gimnasia y Esgrima (M) | 1 - 2         | Independiente           |
| 2 de julio  | Juan Gilberto Funes     | Racing Club            | 3 - 1         | San Martín (SJ)         |
| 2 de julio  | Marcelo Bielsa          | Platense               | (1) 2 - 2 (3) | Independiente Rivadavia |
| 3 de julio  | Marcelo Bielsa          | Instituto              | (2) 0 - 0 (3) | Huracán                 |
| 5 de julio  | Ciudad de Lanús         | San Lorenzo            | (4) 0 - 0 (3) | Quilmes                 |
| 23 de julio | Único Madre de Ciudades | Boca Juniors           | 1 - 2         | Atlético Tucumán        |
| 2 de agosto | Único Madre de Ciudades | San Martín (T)         | 0 - 3         | River Plate             |

### Octavos de final
Los disputan dieciséis equipos. Entre el 30 de julio y el 28 de agosto se enfrentan a partido único en estadio neutral y clasificarán a la siguiente ronda los ocho ganadores.
| Fecha        | Estadio                      | Equipo 1                | Resultado | Equipo 2            |
| ------------ | ---------------------------- | ----------------------- | --------- | ------------------- |
| 30 de julio  | Juan Gilberto Funes          | Independiente Rivadavia | 2 - 1     | Central Córdoba (R) |
| 31 de julio  | Norberto Tomaghello          | Aldosivi                | 1 - 2     | Argentinos Juniors  |
| 1 de agosto  | Gigante de Arroyito          | Belgrano                | 2 - 0     | Independiente       |
| 1 de agosto  | Centenario Ciudad de Quilmes | Lanús                   | 2 - 0     | Huracán             |
| 2 de agosto  | Nuevo Francisco Urbano       | San Lorenzo             | 0 - 1     | Tigre               |
| 3 de agosto  | Ciudad de Lanús              | Racing Club             | 3 - 0     | Deportivo Riestra   |
| 13 de agosto | Padre Ernesto Martearena     | Atlético Tucumán        | 2 - 3     | Newell's Old Boys   |
| 28 de agosto | Malvinas Argentinas          | Unión (SF)              | 4         | River Plate         |

### Cuartos de final
Los disputarán ocho equipos. Desde el 5 de septiembre se enfrentarán a partido único en estadio neutral y clasificarán a la siguiente ronda los cuatro ganadores.
| Fecha           | Estadio        | Equipo 1           | Partido | Equipo 2                |
| --------------- | -------------- | ------------------ | ------- | ----------------------- |
| 5 de septiembre | Marcelo Bielsa | Tigre              | 1       | Independiente Rivadavia |
| 8 de septiembre |                | Argentinos Juniors | 4       | Lanús                   |
|                 |                | Racing Club        | 2       | Ganador 4               |
|                 |                | Newell's Old Boys  | 3       | Belgrano                |

## Goleadores
| Jugador             | Equipo                 | Goles |
| ------------------- | ---------------------- | ----- |
| Jonathan Herrera    | Deportivo Armenio      | 3     |
| Facundo Marín       | Central Córdoba (R)    | 3     |
| Tomás Molina        | Argentinos Juniors     | 3     |
| Ezequiel Aguirre    | Defensores de Belgrano | 2     |
| Dylan Aquino        | Lanús                  | 2     |
| Sebastián Cocimano  | San Telmo              | 2     |
| Gabriel Compagnucci | Belgrano               | 2     |
| Nicolás Fernández   | Belgrano               | 2     |
| Luca Klimowicz      | Instituto              | 2     |
| Gonzalo Maroni      | Newell's Old Boys      | 2     |
| Adrián Martínez     | Racing Club            | 2     |
| Gonzalo Montiel     | River Plate            | 2     |
| Marcelino Moreno    | Lanús                  | 2     |
| Facundo Mura        | Racing Club            | 2     |
| Alfio Oviedo        | Tigre                  | 2     |
| Braian Sánchez      | Deportivo Riestra      | 2     |